# Evelyn Colyer

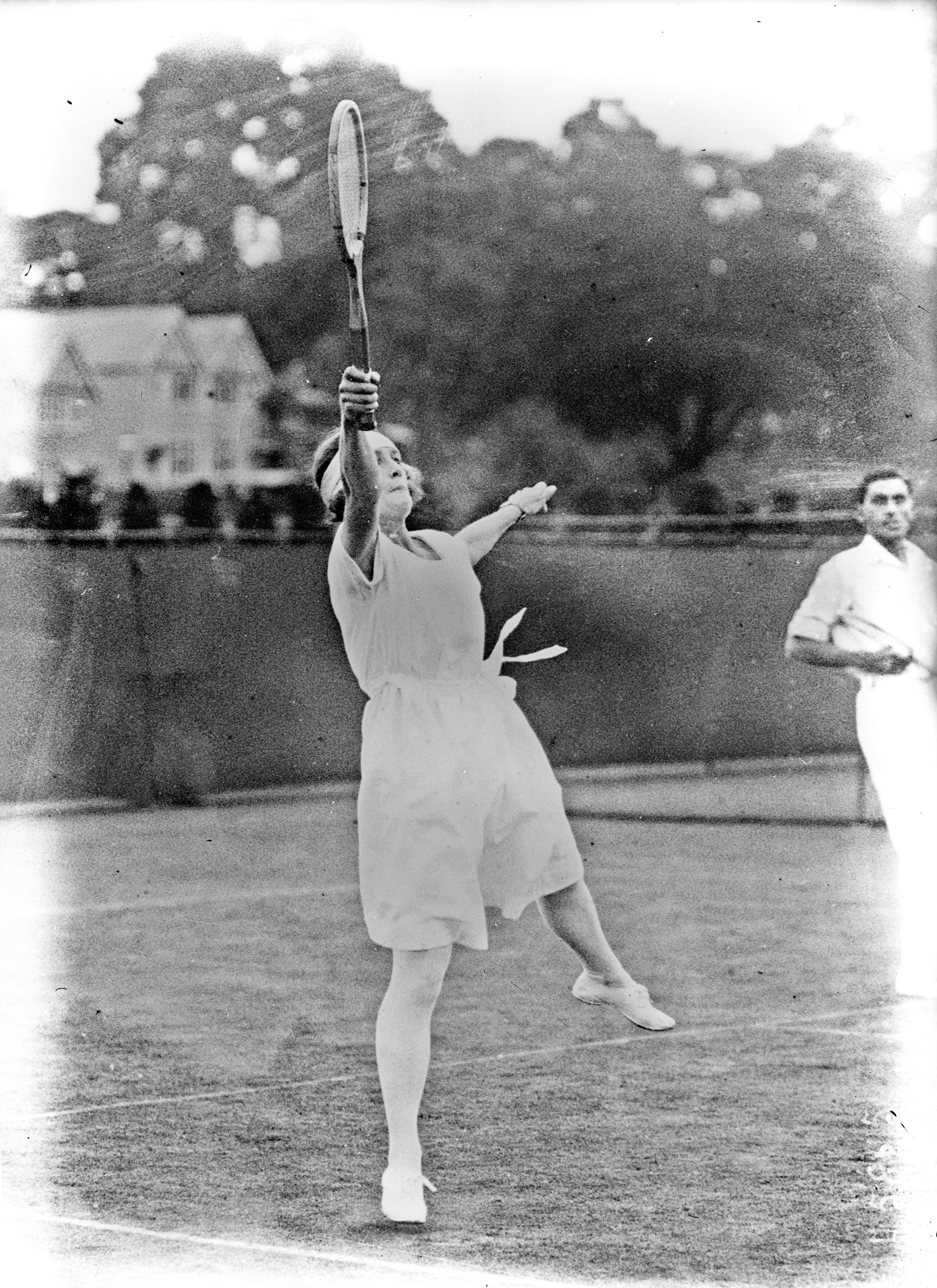
Evelyn Colyer (1922)

Evelyn Lucy Colyer (später auch Evelyn Munro, * 16. August 1902 in Wandsworth; † 4. November 1930 in Bishnath, Britisch-Indien) war eine britische Tennisspielerin aus England.
Im Jahr 1924 gewann Colyer gemeinsam mit Dorothy Shepherd-Barron die Bronzemedaille im Doppel bei den Olympischen Spielen 1924 in Paris. Je zweimal erreichte sie zudem das Finale im Damendoppel bei den Wimbledon Championships und bei den französischen Meisterschaften: 1923 unterlag sie an der Seite von Joan Austin der Französin Suzanne Lenglen und der US-Amerikanerin Elizabeth Ryan mit 3:6, 1:6. Mit Kathleen McKane Godfree wiederholte sie 1926 den Erfolg, diesmal fiel die Niederlage gegen Ryan und Mary Browne mit 1:6, 1:6 noch deutlicher aus. Bei den französischen Meisterschaften stand sie mit Kathleen McKane 1925 und 1926 im Finale, beide Male unterlagen sie jedoch Suzanne Lenglen und Julie Vlasto (1:6, 11:9, 2:6 im Jahr 1925, 1:6, 1:6 im Jahr 1926).
Am 13. Februar 1930 heiratete sie Hamish Munro in London. Am 22. Oktober gebar Colyer im indischen Bundesstaat Assam ein Zwillingspaar, ein Junge und ein Mädchen, die jedoch beide innerhalb eines Monats starben. Sie selbst starb kurz darauf im Alter von nur 28 Jahren.